# Guennadi Logofet
Guennadi Olegovitch Logofet (en russe : Геннадий Олегович Логофет) né le 15 avril 1942 à Moscou et mort de 5 décembre 2011dans cette même ville, est un footballeur et entraîneur russe qui évolue au poste de défenseur.

## Biographie

### Carrière de joueur

#### Clubs
En 1961, Logofet joue ses premiers matchs avec le Spartak Moscou. La saison suivante, il remporte son premier Championnat d'URSS de football. La saison d'après, il remporte la Coupe d'URSS de football. Après ce titre, il décroche sa première sélection en équipe d'URSS.
En 1963 et 1964, il marque son plus grand nombre de buts en une saison (cinq). Après la finale perdue de 1972, Logofet commence à apparaître de moins en moins dans l'effectif. Il fait la moitié de la saison 1973 avant de revenir comme titulaire en 1974. Sa dernière saison le voit jouer cinq matchs.

#### International
Sélectionné pour la première fois en 1963 par Konstantin Beskov, il n'est pas sélectionné pour l'Euro 1964. Deux ans plus tard, Nikolaï Morozov ne le sélectionne pas pour la Coupe du monde de football de 1966. Il faut qu'il attende l'Euro 1968 et que Mikhail Yakushin le nomme dans la liste des vingt-deux sélectionnés pour la compétition et joue la demi-finale ainsi que le match pour la troisième place.
Deux ans plus tard, il est du voyage pour la Coupe du monde 1970. Il joue le premier match contre le Mexique avant de rester sur le banc pour le reste de la compétition, entrant en jeu à la place de Mourtaz Khourtsilava lors du quart de finale perdu 1-0 contre l'Uruguay.

### Carrière d'entraîneur
En 1978, Logofet devient assistant de l'équipe des moins de vingt-et-un ans de l'URSS mais il ne reste qu'un an après la non-qualification de l'équipe pour le championnat d'Europe. Deux ans plus tard, il devient un des assistants de Konstantin Beskov au sein de l'équipe nationale de l'Union soviétique, avec qui il décroche la médaille de bronze aux Jeux Olympiques de 1980.
En 1984, il devient entraîneur du Tavria Simferopol mais ne reste qu'une saison à cette place avant d'être remplacé par Anatoli Konkov. Quatre ans plus tard, il revient en équipe nationale des moins de 21 ans, à un poste d'assistant. En 1992, il quitte son pays pour les Émirats arabes unis où il devient assistant du Sharjah SC qui finit troisième du championnat lors de la saison 92/93. Il réapparait en 2001 comme assistant dans le staff technique du Spartak Moscou, le club remporte le championnat lors de cette année. Ensuite, il entraîne une équipe amateur de Moscou pendant quatre saisons.

## Statistiques
| Saison                | Club                  | Championnat           | Championnat | Championnat | Coupe(s) nationale(s) | Coupe(s) nationale(s) | Compétition(s) continentale(s) | Compétition(s) continentale(s) | Compétition(s) continentale(s) | Total | Total |
| Saison                | Club                  | Division              | M.          | B.          | M.                    | B.                    | Comp.                          | M.                             | B.                             | M.    | B.    |
| 1961                  | Spartak Moscou        | D1                    | 1           | 0           | -                     | -                     | -                              | -                              | -                              | 1     | 0     |
| 1962                  | Spartak Moscou        | D1                    | 25          | 1           | -                     | -                     | -                              | -                              | -                              | 25    | 1     |
| 1963                  | Spartak Moscou        | D1                    | 31          | 5           | 5                     | 2                     | -                              | -                              | -                              | 36    | 7     |
| 1964                  | Spartak Moscou        | D1                    | 23          | 5           | 5                     | 1                     | -                              | -                              | -                              | 28    | 6     |
| 1965                  | Spartak Moscou        | D1                    | 19          | 0           | 5                     | 0                     | -                              | -                              | -                              | 24    | 0     |
| 1966                  | Spartak Moscou        | D1                    | 32          | 2           | 2                     | 0                     | C2                             | 4                              | 1                              | 38    | 3     |
| 1967                  | Spartak Moscou        | D1                    | 27          | 1           | -                     | -                     | -                              | -                              | -                              | 27    | 1     |
| 1968                  | Spartak Moscou        | D1                    | 32          | 4           | 1                     | 0                     | -                              | -                              | -                              | 33    | 4     |
| 1969                  | Spartak Moscou        | D1                    | 32          | 4           | -                     | -                     | -                              | -                              | -                              | 32    | 4     |
| 1970                  | Spartak Moscou        | D1                    | 22          | 2           | 1                     | 0                     | C1                             | 2                              | 0                              | 25    | 2     |
| 1971                  | Spartak Moscou        | D1                    | 27          | 1           | 8                     | 2                     | C3                             | 4                              | 0                              | 39    | 3     |
| 1972                  | Spartak Moscou        | D1                    | 27          | 1           | 10                    | 2                     | C2                             | 3                              | 0                              | 40    | 3     |
| 1973                  | Spartak Moscou        | D1                    | 17          | 0           | 5                     | 0                     | C2                             | 2                              | 0                              | 24    | 0     |
| 1974                  | Spartak Moscou        | D1                    | 28          | 1           | 6                     | 0                     | C3                             | 1                              | 0                              | 35    | 1     |
| 1975                  | Spartak Moscou        | D1                    | 7           | 0           | -                     | -                     | -                              | -                              | -                              | 7     | 0     |
| Total sur la carrière | Total sur la carrière | Total sur la carrière | 350         | 27          | 48                    | 7                     | -                              | 16                             | 1                              | 414   | 35    |

## Palmarès
Spartak Moscou
- Champion d'Union soviétique en 1962 et 1969.
- Vainqueur de la Coupe d'Union soviétique en 1963, 1965 et 1971.